# مساحات خالية (مسلسل)
مساحات خالية مسلسل كويتي، من إخراج محمود دوايمة، وتأليف علي فريج.

## قصة المسلسل
يناقش المسلسل قضايا إنسانية واجتماعية عبر طابع درامي مشوق مليء بالمفاجآت، حيث يعكس صورة عن الواقع المعاصر، مسلطًا الضوء على السعي وراء المال والمصالح على حساب العلاقات الأسرية وصلة الرحم، في ظل سيطرة الأفكار الدخيلة على المجتمع. كما يتخلل الأحداث بعض الجرائم التي يكتنفها الكثير من الغموض.

## الممثلون
هذه قائمة لبعض الممثلين الذي شاركوا في المسلسل:
- إبراهيم الحربي.
- زهرة الخرجي.
- عبير أحمد.
- سلمى سالم.
- عبد الله الطراروة.
- شيلاء سبت.
- أحمد حسين
- شهد عبد الله.
- ناصر كرماني.
- يوسف الحشاش.
- محمد جابر.
- عبد الإمام عبد الله.[1]